# Nicky Weaver
Nicholas James "Nicky" Weaver (ur. 2 marca 1979 roku w Killamarsh) – angielski bramkarz.

## Kariera klubowa
Swoją zawodową karierę Weaver zaczynał w Mansfield Town. W 1996 roku trafił do Manchesteru City. Przez pierwsze dwa sezony nie zagrał jednak ani jednego spotkania w Premier League. W latach 1998-2002 był pierwszym bramkarzem City. Przed sezonem 2002/2003 doznał poważnej kontuzji, która wyeliminowała go z gry na prawie 3 lata. Jego ostatni występ w barwach Manchesteru City miał miejsce w sezonie 2004/2005, kiedy to w czasie meczu z Middlesbrough zmienił na kilkanaście minut przed końcem spotkania Claudio Reynę. Pierwszy bramkarz City z tamtego spotkania David James został wtedy przesunięty do ataku. Sezon 2005/2006 Weaver spędził na wypożyczeniu w Sheffield Wednesday. Od 2007 roku występował w Charlton Athletic. Następnie grał w Dundee United. W styczniu 2010 roku trafił do Burnley. W 2010 roku ponownie został zawodnikiem Sheffield Wednesday.

## Kariera międzynarodowa
Weaver dziesięć razy wystąpił w reprezentacji Anglii U-21.